# Zinknitrid
Zinknitrid ist eine anorganische chemische Verbindung des Zinks aus der Gruppe der Nitride. Sie wurde 1940 erstmals von R. Juza und H. Hahn synthetisiert.

## Gewinnung und Darstellung
Zinknitrid kann durch Reaktion von Zink oder Zinkoxid mit Ammoniak gewonnen werden.
{\displaystyle \mathrm {3\ Zn+2\ NH_{3}\longrightarrow Zn_{3}N_{2}+3\ H_{2}} }
{\displaystyle \mathrm {3\ ZnO+2\ NH_{3}\longrightarrow Zn_{3}N_{2}+3\ H_{2}O} }
Ebenfalls möglich ist die Herstellung durch Reaktion von Zink mit Stickstoff bei 600 °C.
{\displaystyle \mathrm {3\ Zn+N_{2}\longrightarrow Zn_{3}N_{2}} }

## Eigenschaften
Zinknitrid ist ein schwarzgrauer, an Luft weitgehend beständiger Feststoff. Er besitzt eine kubische Kristallstruktur. Diese ist isostrukturell zu der von Magnesiumnitrid, Calciumnitrid und Cadmiumnitrid eine Anti-Bixbyit-Struktur mit der Raumgruppe Ia3 (Raumgruppen-Nr. 206) und dem Gitterparameter a = 9,7691 Å. Die Kristallstruktur ist ein Derivat der von Calciumfluorid, wobei Stickstoff und Zink-Atome die Position des Calciums und drei Viertel der Fluor-Positionen einnehmen. In dieser kubischen Struktur besetzen Zink-Atome die Tetraederlücken einer etwa kubisch gepackte Anordnung von Stickstoff-Atomen.